# Сведомский, Александр Александрович
Алекса́ндр Алекса́ндрович Сведо́мский (19 сентября 1848, Санкт-Петербург — 2 (15) июня 1911, Рим; похоронен на Некатолическом кладбище в Тестаччо) — русский живописец-пейзажист, старший брат исторического живописца Павла Сведомского, живший и работавший вместе с ним в Риме.

## Биография

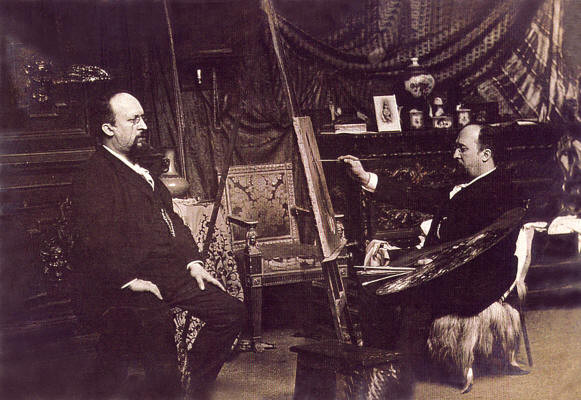
Братья Сведомские в римской мастерской

Родился в 1848 году. Детство провёл, как и его брат, в родовом имении Михайловский Завод Осинского уезда Пермской губернии.
Учился в Дюссельдорфской Академии художеств, а позже в Мюнхене у Эдуарда Гебгардта и Михая Мункачи. Путешествовал вместе с братом по художественным центрам Европы. С 1875 года братья поселились в Риме.
Из его картин заслуживает быть упомянутой «Улица в древней Помпее» (находится в Третьяковской галерее, в Москве).
Жена — Анна Николаевна Кутукова (1871—1925), певица и пианистка.
Дочь — Анна Джизмонди (1898—1973), певица, замужем за адвокатом в Сан-Ремо.
Внук — Микеле «Миша» Джизмонди (1928—2001), был мэром Сан-Ремо.

## Галерея

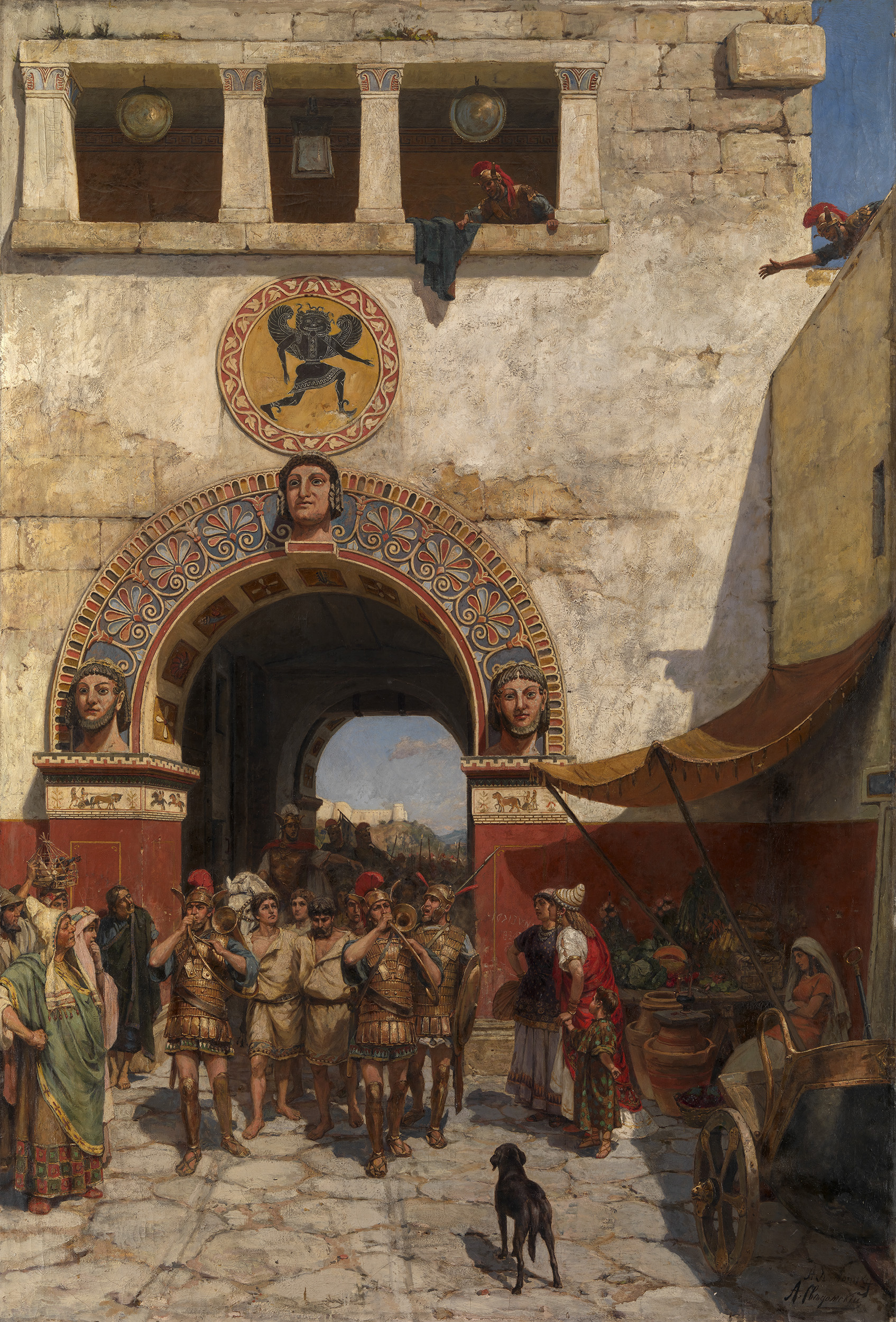
Ворота в городе Вольтерра, Этрурия
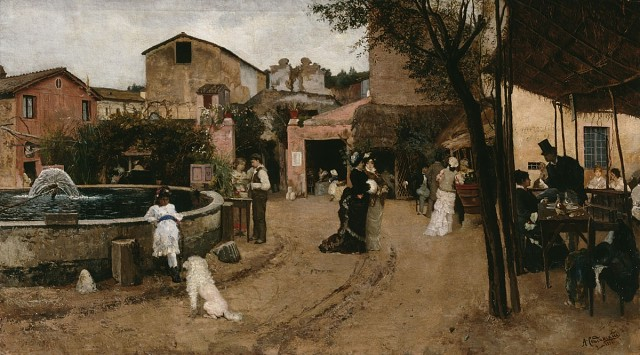
На дворе гостиницы в Риме
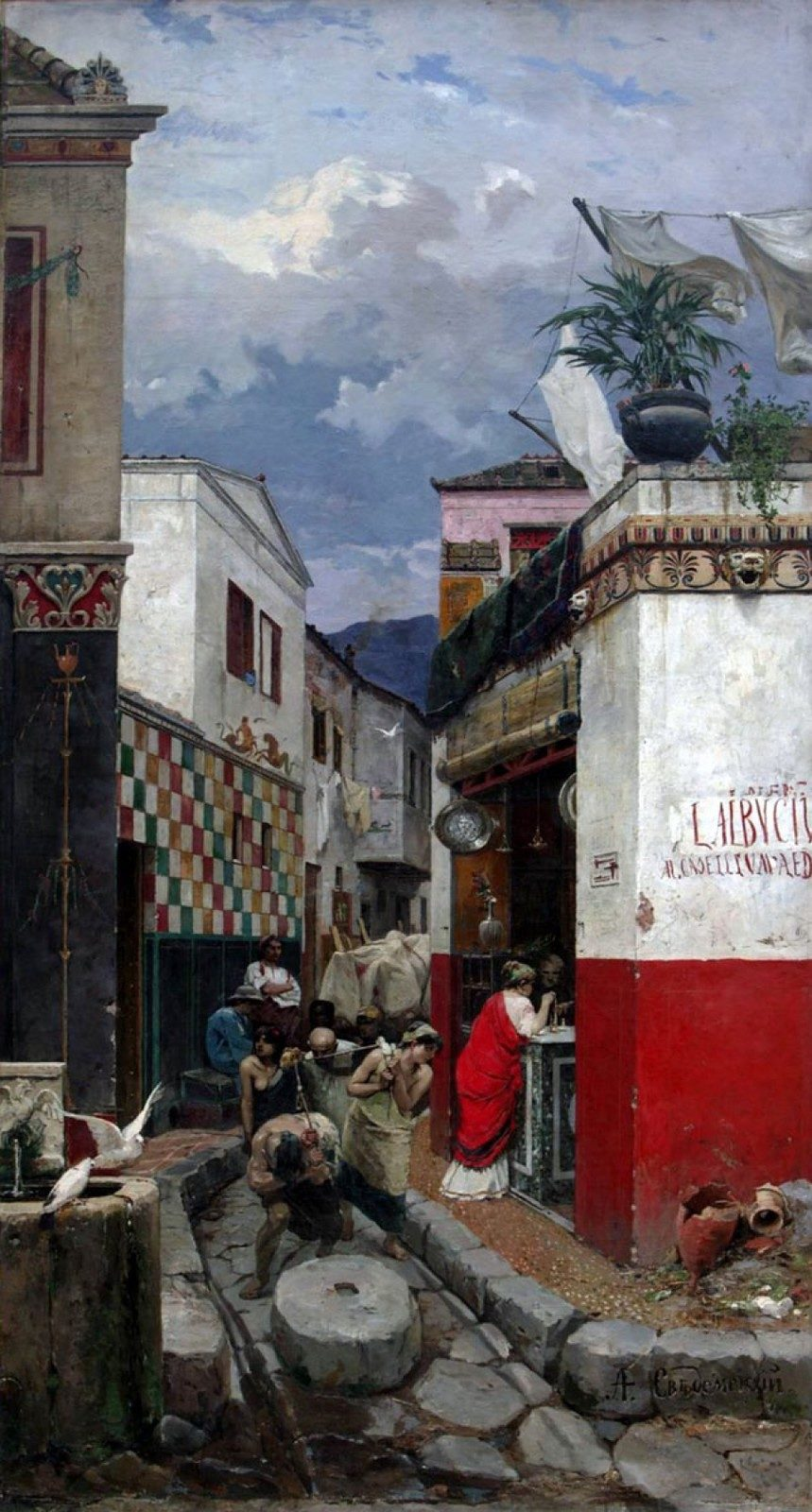
Улица в древней Помпее
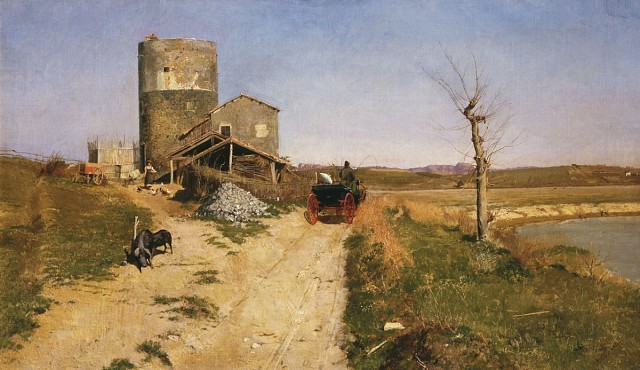
На берегу Тибра
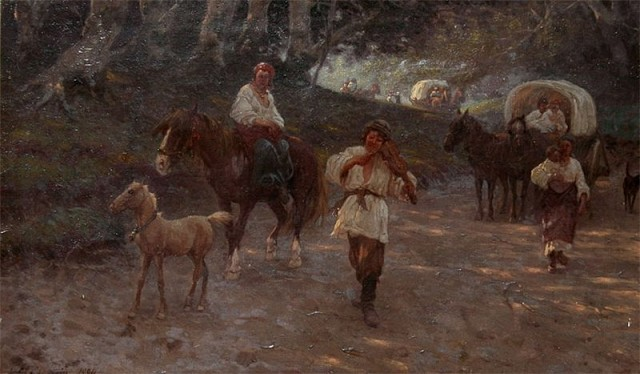
Цыганский табор